# لازنی بوهدانتش
لازنی بوهدانتش (به چکی: Lázně Bohdaneč) یک منطقهٔ مسکونی و شهرستان دارای شهرک سابقاً روستا در جمهوری چک است که در ناحیه پاردوبیتسه واقع شده‌است. لازنی بوهدانتش ۳٬۲۸۰ نفر جمعیت دارد.